# 신중하
신중하(愼重夏, 1918년 5월 5일 거창 ~ 1991년 11월 23일)는 대한민국의 정치인이다. 제5대 국회의원을 지냈다.

## 약력
- 홍익대학교 법과 졸업
- 경남도의회 의원
- 경남곡물협회 회장
- 민주당 중앙위원
- 민주당 경남도당 경남도당산업ㆍ재정부장
- 민주당 거창군당 위원장

## 역대 선거 결과
|  | 22.71% |

|  | 43.19% |

|  | 20.67% |

|  | 38.09% |

|  | 12.91% |